# Vuelta a Asturias 2019
Vuelta a Asturias 2019 var den 62. udgave af det spanske landevejscykelløb i Asturien. Løbet foregik i perioden 3. til 5. maj 2019. Løbet var en del af UCI Europe Tour 2019 og var i kategorien 2.1. Den samlede vinder af løbet blev ecuadorianske Richard Carapaz fra Movistar Team for andet år i træk.

## Ryttere og hold
| UCI WorldTeam- Movistar Team UCI Professionelle kontinentalthold (7)- Caja Rural-Seguros RGA - Euskadi Basque Country-Murias - Burgos-BH - Israel Cycling Academy - Gazprom-RusVelo - Manzana Postobón - W52-FC Porto UCI Kontinentalhold (8)- Kometa - Fundación Euskadi - Ludofoods Louletano Aviludo - RP-Boavista - Coldeportes Zenú - Guerciotti-Kiwi Atlántico - Lokosphinx - Matrix Powertag |
| |

## Etaperne
| Etape    | Dato   | Start – Mål                     | type              | Afstand (km) | Etapevinder     | Førende rytter  |
| -------- | ------ | ------------------------------- | ----------------- | ------------ | --------------- | --------------- |
| 1. etape | 3. maj | Oviedo – La Pola                | middel bjergetape | 179,2        | Carlos Quintero | Carlos Quintero |
| 2. etape | 4. maj | Soto Ribera – Cangas del Narcea | bjergetape        | 171,1        | Richard Carapaz | Richard Carapaz |
| 3. etape | 5. maj | Cangas del Narcea – Oviedo      | middel bjergetape | 119          | Edgar Pinto     | Richard Carapaz |

### 1. etape
| \| Etaperesultat \| Etaperesultat \| Etaperesultat \| Etaperesultat \| Etaperesultat \| \| Rytter \| Rytter \| Hold \| Tid \| \| \| ------------- \| ------------------------ \| -------------------------------- \| ------------- \| ------------- \| \| 1. \| Carlos Quintero \| Manzana Postobón \| 4' 17" \| \| \| 2. \| Orluis Aular \| Matrix Powertag \| + 0" \| \| \| 3. \| Richard Carapaz \| Movistar Team \| + 0" \| \| \| 4. \| José Joaquín Rojas \| Movistar Team \| + 0" \| \| \| 5. \| Krists Neilands \| Israel Cycling Academy \| + 0" \| \| \| 6. \| Jonathan Cañaveral \| Coldeportes Bicicletas Strongman \| + 0" \| \| \| 7. \| Vicente García de Mateos \| Aviludo-Louletano \| + 0" \| \| \| 8. \| Edgar Pinto \| W52-FC Porto \| + 0" \| \| \| 9. \| Aleksandr Vlasov \| Gazprom-RusVelo \| + 0" \| \| \| 10. \| Jonathan Lastra \| Caja Rural-Seguros RGA \| + 0" \| \| |                          |                                  |        |
| |                          |                                  |        |
| Kilde: ProCyclingStats |                          |                                  |        |
| Etaperesultat |                          |                                  |        |
| Rytter | Rytter                   | Hold                             | Tid    |
| 1. | Carlos Quintero          | Manzana Postobón                 | 4' 17" |
| 2. | Orluis Aular             | Matrix Powertag                  | + 0"   |
| 3. | Richard Carapaz          | Movistar Team                    | + 0"   |
| 4. | José Joaquín Rojas       | Movistar Team                    | + 0"   |
| 5. | Krists Neilands          | Israel Cycling Academy           | + 0"   |
| 6. | Jonathan Cañaveral       | Coldeportes Bicicletas Strongman | + 0"   |
| 7. | Vicente García de Mateos | Aviludo-Louletano                | + 0"   |
| 8. | Edgar Pinto              | W52-FC Porto                     | + 0"   |
| 9. | Aleksandr Vlasov         | Gazprom-RusVelo                  | + 0"   |
| 10. | Jonathan Lastra          | Caja Rural-Seguros RGA           | + 0"   |

| \| Samlede stilling \| Samlede stilling \| Samlede stilling \| Samlede stilling \| Samlede stilling \| \| Rytter \| Rytter \| Hold \| Tid \| \| \| ---------------- \| ------------------------ \| -------------------------------- \| ---------------- \| ---------------- \| \| 1. \| Carlos Quintero \| Manzana Postobón \| 4t 16' 41" \| \| \| 2. \| Orluis Aular \| Matrix Powertag \| + 4" \| \| \| 3. \| Richard Carapaz \| Movistar Team \| + 6" \| \| \| 4. \| José Joaquín Rojas \| Movistar Team \| + 8" \| \| \| 5. \| Mario González Salas \| Euskadi Basque Country-Murias \| + 9" \| \| \| 6. \| Krists Neilands \| Israel Cycling Academy \| + 10" \| \| \| 7. \| Jonathan Cañaveral \| Coldeportes Bicicletas Strongman \| + 10" \| \| \| 8. \| Vicente García de Mateos \| Aviludo-Louletano \| + 10" \| \| \| 9. \| Edgar Pinto \| W52-FC Porto \| + 10" \| \| \| 10. \| Aleksandr Vlasov \| Gazprom-RusVelo \| + 10" \| \| |                          |                                  |            |
| |                          |                                  |            |
| Kilde: ProCyclingStats |                          |                                  |            |
| Samlede stilling |                          |                                  |            |
| Rytter | Rytter                   | Hold                             | Tid        |
| 1. | Carlos Quintero          | Manzana Postobón                 | 4t 16' 41" |
| 2. | Orluis Aular             | Matrix Powertag                  | + 4"       |
| 3. | Richard Carapaz          | Movistar Team                    | + 6"       |
| 4. | José Joaquín Rojas       | Movistar Team                    | + 8"       |
| 5. | Mario González Salas     | Euskadi Basque Country-Murias    | + 9"       |
| 6. | Krists Neilands          | Israel Cycling Academy           | + 10"      |
| 7. | Jonathan Cañaveral       | Coldeportes Bicicletas Strongman | + 10"      |
| 8. | Vicente García de Mateos | Aviludo-Louletano                | + 10"      |
| 9. | Edgar Pinto              | W52-FC Porto                     | + 10"      |
| 10. | Aleksandr Vlasov         | Gazprom-RusVelo                  | + 10"      |

### 2. etape
| \| Etaperesultat \| Etaperesultat \| Etaperesultat \| Etaperesultat \| Etaperesultat \| \| Rytter \| Rytter \| Hold \| Tid \| \| \| ------------- \| ------------------------ \| ----------------------------- \| ------------- \| ------------- \| \| 1. \| Richard Carapaz \| Movistar Team \| 4t 26' 44" \| \| \| 2. \| Mikel Landa \| Movistar Team \| + 0" \| \| \| 3. \| Krists Neilands \| Israel Cycling Academy \| + 1' 50" \| \| \| 4. \| Aleksandr Vlasov \| Gazprom-RusVelo \| + 1' 50" \| \| \| 5. \| Vicente García de Mateos \| Aviludo-Louletano \| + 2' 34" \| \| \| 6. \| Artjom Nytj \| Gazprom-RusVelo \| + 2' 34" \| \| \| 7. \| David Rodrigues \| Rádio Popular-Boavista \| + 2' 35" \| \| \| 8. \| Edgar Pinto \| W52-FC Porto \| + 2' 43" \| \| \| 9. \| Mikel Bizkarra \| Euskadi Basque Country-Murias \| + 2' 43" \| \| \| 10. \| Jonathan Lastra \| Caja Rural-Seguros RGA \| + 2' 43" \| \| |                          |                               |            |
| |                          |                               |            |
| Kilde: ProCyclingStats |                          |                               |            |
| Etaperesultat |                          |                               |            |
| Rytter | Rytter                   | Hold                          | Tid        |
| 1. | Richard Carapaz          | Movistar Team                 | 4t 26' 44" |
| 2. | Mikel Landa              | Movistar Team                 | + 0"       |
| 3. | Krists Neilands          | Israel Cycling Academy        | + 1' 50"   |
| 4. | Aleksandr Vlasov         | Gazprom-RusVelo               | + 1' 50"   |
| 5. | Vicente García de Mateos | Aviludo-Louletano             | + 2' 34"   |
| 6. | Artjom Nytj              | Gazprom-RusVelo               | + 2' 34"   |
| 7. | David Rodrigues          | Rádio Popular-Boavista        | + 2' 35"   |
| 8. | Edgar Pinto              | W52-FC Porto                  | + 2' 43"   |
| 9. | Mikel Bizkarra           | Euskadi Basque Country-Murias | + 2' 43"   |
| 10. | Jonathan Lastra          | Caja Rural-Seguros RGA        | + 2' 43"   |

| \| Samlede stilling \| Samlede stilling \| Samlede stilling \| Samlede stilling \| Samlede stilling \| \| Rytter \| Rytter \| Hold \| Tid \| \| \| ---------------- \| ------------------------ \| ----------------------------- \| ---------------- \| ---------------- \| \| 1. \| Richard Carapaz \| Movistar Team \| 8t 43' 21" \| \| \| 2. \| Mikel Landa \| Movistar Team \| + 8" \| \| \| 3. \| Krists Neilands \| Israel Cycling Academy \| + 2' 00" \| \| \| 4. \| Aleksandr Vlasov \| Gazprom-RusVelo \| + 2' 04" \| \| \| 5. \| Vicente García de Mateos \| Aviludo-Louletano \| + 2' 48" \| \| \| 6. \| Artjom Nytj \| Gazprom-RusVelo \| + 2' 48" \| \| \| 7. \| David Rodrigues \| Rádio Popular-Boavista \| + 2' 49" \| \| \| 8. \| Edgar Pinto \| W52-FC Porto \| + 2' 57" \| \| \| 9. \| Jonathan Lastra \| Caja Rural-Seguros RGA \| + 2' 57" \| \| \| 10. \| Mikel Bizkarra \| Euskadi Basque Country-Murias \| + 2' 57" \| \| |                          |                               |            |
| |                          |                               |            |
| Kilde: ProCyclingStats |                          |                               |            |
| Samlede stilling |                          |                               |            |
| Rytter | Rytter                   | Hold                          | Tid        |
| 1. | Richard Carapaz          | Movistar Team                 | 8t 43' 21" |
| 2. | Mikel Landa              | Movistar Team                 | + 8"       |
| 3. | Krists Neilands          | Israel Cycling Academy        | + 2' 00"   |
| 4. | Aleksandr Vlasov         | Gazprom-RusVelo               | + 2' 04"   |
| 5. | Vicente García de Mateos | Aviludo-Louletano             | + 2' 48"   |
| 6. | Artjom Nytj              | Gazprom-RusVelo               | + 2' 48"   |
| 7. | David Rodrigues          | Rádio Popular-Boavista        | + 2' 49"   |
| 8. | Edgar Pinto              | W52-FC Porto                  | + 2' 57"   |
| 9. | Jonathan Lastra          | Caja Rural-Seguros RGA        | + 2' 57"   |
| 10. | Mikel Bizkarra           | Euskadi Basque Country-Murias | + 2' 57"   |

### 3. etape
| \| Etaperesultat \| Etaperesultat \| Etaperesultat \| Etaperesultat \| Etaperesultat \| \| Rytter \| Rytter \| Hold \| Tid \| \| \| ------------- \| ------------------ \| -------------------------------- \| ------------- \| ------------- \| \| 1. \| Edgar Pinto \| W52-FC Porto \| 2t 50' 51" \| \| \| 2. \| Carlos Quintero \| Manzana Postobón \| + 4" \| \| \| 3. \| Jonathan Lastra \| Caja Rural-Seguros RGA \| + 4" \| \| \| 4. \| José Joaquín Rojas \| Movistar Team \| + 4" \| \| \| 5. \| Stefano Oldani \| Kometa \| + 4" \| \| \| 6. \| Krists Neilands \| Israel Cycling Academy \| + 4" \| \| \| 7. \| David Rodrigues \| Rádio Popular-Boavista \| + 4" \| \| \| 8. \| Aleksandr Vlasov \| Gazprom-RusVelo \| + 4" \| \| \| 9. \| Jhojan García \| Manzana Postobón \| + 4" \| \| \| 10. \| Jonathan Cañaveral \| Coldeportes Bicicletas Strongman \| + 4" \| \| |                    |                                  |            |
| |                    |                                  |            |
| Kilde: ProCyclingStats |                    |                                  |            |
| Etaperesultat |                    |                                  |            |
| Rytter | Rytter             | Hold                             | Tid        |
| 1. | Edgar Pinto        | W52-FC Porto                     | 2t 50' 51" |
| 2. | Carlos Quintero    | Manzana Postobón                 | + 4"       |
| 3. | Jonathan Lastra    | Caja Rural-Seguros RGA           | + 4"       |
| 4. | José Joaquín Rojas | Movistar Team                    | + 4"       |
| 5. | Stefano Oldani     | Kometa                           | + 4"       |
| 6. | Krists Neilands    | Israel Cycling Academy           | + 4"       |
| 7. | David Rodrigues    | Rádio Popular-Boavista           | + 4"       |
| 8. | Aleksandr Vlasov   | Gazprom-RusVelo                  | + 4"       |
| 9. | Jhojan García      | Manzana Postobón                 | + 4"       |
| 10. | Jonathan Cañaveral | Coldeportes Bicicletas Strongman | + 4"       |

## Resultater
| \| Samlede stilling \| Samlede stilling \| Samlede stilling \| Samlede stilling \| Samlede stilling \| \| Rytter \| Rytter \| Hold \| Tid \| \| \| ---------------- \| ------------------------ \| ----------------------------- \| ---------------- \| ---------------- \| \| 1. \| Richard Carapaz \| Movistar Team \| 11t 34' 16" \| \| \| 2. \| Krists Neilands \| Israel Cycling Academy \| + 2' 00" \| \| \| 3. \| Aleksandr Vlasov \| Gazprom-RusVelo \| + 2' 04" \| \| \| 4. \| Edgar Pinto \| W52-FC Porto \| + 2' 43" \| \| \| 5. \| Vicente García de Mateos \| Aviludo-Louletano \| + 2' 48" \| \| \| 6. \| David Rodrigues \| Rádio Popular-Boavista \| + 2' 49" \| \| \| 7. \| Jonathan Lastra \| Caja Rural-Seguros RGA \| + 2' 53" \| \| \| 8. \| Mikel Bizkarra \| Euskadi Basque Country-Murias \| + 2' 57" \| \| \| 9. \| Artjom Nytj \| Gazprom-RusVelo \| + 3' 26" \| \| \| 10. \| Jhojan García \| Manzana Postobón \| + 3' 51" \| \| |                          |                               |             |
| |                          |                               |             |
| Kilde: ProCyclingStats |                          |                               |             |
| Samlede stilling |                          |                               |             |
| Rytter | Rytter                   | Hold                          | Tid         |
| 1. | Richard Carapaz          | Movistar Team                 | 11t 34' 16" |
| 2. | Krists Neilands          | Israel Cycling Academy        | + 2' 00"    |
| 3. | Aleksandr Vlasov         | Gazprom-RusVelo               | + 2' 04"    |
| 4. | Edgar Pinto              | W52-FC Porto                  | + 2' 43"    |
| 5. | Vicente García de Mateos | Aviludo-Louletano             | + 2' 48"    |
| 6. | David Rodrigues          | Rádio Popular-Boavista        | + 2' 49"    |
| 7. | Jonathan Lastra          | Caja Rural-Seguros RGA        | + 2' 53"    |
| 8. | Mikel Bizkarra           | Euskadi Basque Country-Murias | + 2' 57"    |
| 9. | Artjom Nytj              | Gazprom-RusVelo               | + 3' 26"    |
| 10. | Jhojan García            | Manzana Postobón              | + 3' 51"    |

| Samlede stilling | Samlede stilling         | Samlede stilling              | Samlede stilling | Samlede stilling |
| Rytter           | Rytter                   | Hold                          | Tid              |                  |
| ---------------- | ------------------------ | ----------------------------- | ---------------- | ---------------- |
| 1.               | Richard Carapaz          | Movistar Team                 | 11t 34' 16"      |                  |
| 2.               | Krists Neilands          | Israel Cycling Academy        | + 2' 00"         |                  |
| 3.               | Aleksandr Vlasov         | Gazprom-RusVelo               | + 2' 04"         |                  |
| 4.               | Edgar Pinto              | W52-FC Porto                  | + 2' 43"         |                  |
| 5.               | Vicente García de Mateos | Aviludo-Louletano             | + 2' 48"         |                  |
| 6.               | David Rodrigues          | Rádio Popular-Boavista        | + 2' 49"         |                  |
| 7.               | Jonathan Lastra          | Caja Rural-Seguros RGA        | + 2' 53"         |                  |
| 8.               | Mikel Bizkarra           | Euskadi Basque Country-Murias | + 2' 57"         |                  |
| 9.               | Artjom Nytj              | Gazprom-RusVelo               | + 3' 26"         |                  |
| 10.              | Jhojan García            | Manzana Postobón              | + 3' 51"         |                  |

| Pointkonkurrence | Pointkonkurrence         | Pointkonkurrence       | Pointkonkurrence | Pointkonkurrence |
| Rytter           | Rytter                   | Hold                   | Point            |                  |
| ---------------- | ------------------------ | ---------------------- | ---------------- | ---------------- |
| 1.               | Richard Carapaz          | Movistar Team          | 45 point         |                  |
| 2.               | Carlos Quintero          | Manzana Postobón       | 45 point         |                  |
| 3.               | Edgar Pinto              | W52-FC Porto           | 41 point         |                  |
| 4.               | Krists Neilands          | Israel Cycling Academy | 38 point         |                  |
| 5.               | Aleksandr Vlasov         | Gazprom-RusVelo        | 29 point         |                  |
| 6.               | Jonathan Lastra          | Caja Rural-Seguros RGA | 28 point         |                  |
| 7.               | José Joaquín Rojas       | Movistar Team          | 28 point         |                  |
| 8.               | Vicente García de Mateos | Aviludo-Louletano      | 23 point         |                  |
| 9.               | Orluis Aular             | Matrix Powertag        | 20 point         |                  |
| 10.              | David Rodrigues          | Rádio Popular-Boavista | 18 point         |                  |

| Pointkonkurrence | Pointkonkurrence         | Pointkonkurrence       | Pointkonkurrence | Pointkonkurrence |
| Rytter           | Rytter                   | Hold                   | Point            |                  |
| ---------------- | ------------------------ | ---------------------- | ---------------- | ---------------- |
| 1.               | Richard Carapaz          | Movistar Team          | 45 point         |                  |
| 2.               | Carlos Quintero          | Manzana Postobón       | 45 point         |                  |
| 3.               | Edgar Pinto              | W52-FC Porto           | 41 point         |                  |
| 4.               | Krists Neilands          | Israel Cycling Academy | 38 point         |                  |
| 5.               | Aleksandr Vlasov         | Gazprom-RusVelo        | 29 point         |                  |
| 6.               | Jonathan Lastra          | Caja Rural-Seguros RGA | 28 point         |                  |
| 7.               | José Joaquín Rojas       | Movistar Team          | 28 point         |                  |
| 8.               | Vicente García de Mateos | Aviludo-Louletano      | 23 point         |                  |
| 9.               | Orluis Aular             | Matrix Powertag        | 20 point         |                  |
| 10.              | David Rodrigues          | Rádio Popular-Boavista | 18 point         |                  |

| Bjergkonkurrence | Bjergkonkurrence  | Bjergkonkurrence              | Bjergkonkurrence | Bjergkonkurrence |
| Rytter           | Rytter            | Hold                          | Point            |                  |
| ---------------- | ----------------- | ----------------------------- | ---------------- | ---------------- |
| 1.               | Daniel Turek      | Israel Cycling Academy        | 16 point         |                  |
| 2.               | Richard Carapaz   | Movistar Team                 | 15 point         |                  |
| 3.               | Mikel Bizkarra    | Euskadi Basque Country-Murias | 13 point         |                  |
| 4.               | Aleksandr Vlasov  | Gazprom-RusVelo               | 8 point          |                  |
| 5.               | Francisco Mancebo | Matrix Powertag               | 5 point          |                  |
| 6.               | Krists Neilands   | Israel Cycling Academy        | 5 point          |                  |
| 7.               | Antonio Pedrero   | Movistar Team                 | 5 point          |                  |
| 8.               | Garikoitz Bravo   | Euskadi Basque Country-Murias | 4 point          |                  |
| 9.               | Joel Nicolau      | Caja Rural-Seguros RGA        | 3 point          |                  |
| 10.              | David Rodrigues   | Rádio Popular-Boavista        | 3 point          |                  |

| Bjergkonkurrence | Bjergkonkurrence  | Bjergkonkurrence              | Bjergkonkurrence | Bjergkonkurrence |
| Rytter           | Rytter            | Hold                          | Point            |                  |
| ---------------- | ----------------- | ----------------------------- | ---------------- | ---------------- |
| 1.               | Daniel Turek      | Israel Cycling Academy        | 16 point         |                  |
| 2.               | Richard Carapaz   | Movistar Team                 | 15 point         |                  |
| 3.               | Mikel Bizkarra    | Euskadi Basque Country-Murias | 13 point         |                  |
| 4.               | Aleksandr Vlasov  | Gazprom-RusVelo               | 8 point          |                  |
| 5.               | Francisco Mancebo | Matrix Powertag               | 5 point          |                  |
| 6.               | Krists Neilands   | Israel Cycling Academy        | 5 point          |                  |
| 7.               | Antonio Pedrero   | Movistar Team                 | 5 point          |                  |
| 8.               | Garikoitz Bravo   | Euskadi Basque Country-Murias | 4 point          |                  |
| 9.               | Joel Nicolau      | Caja Rural-Seguros RGA        | 3 point          |                  |
| 10.              | David Rodrigues   | Rádio Popular-Boavista        | 3 point          |                  |

| Holdkonkurrence | Holdkonkurrence | Holdkonkurrence | Holdkonkurrence |
| Hold            | Hold            | Tid             |                 |
| --------------- | --------------- | --------------- | --------------- |

| Holdkonkurrence | Holdkonkurrence | Holdkonkurrence | Holdkonkurrence |
| Hold            | Hold            | Tid             |                 |
| --------------- | --------------- | --------------- | --------------- |